# Orthomiscus platyura
Orthomiscus platyura är en stekelart som beskrevs av Mason 1955. Orthomiscus platyura ingår i släktet Orthomiscus och familjen brokparasitsteklar. Inga underarter finns listade i Catalogue of Life.